# Ezequiel Miralles
Ezequiel Nicolás Miralles Sabugo (Bahía Blanca, Buenos Aires, Argentina, 21 de julio de 1983) es un exfutbolista argentino. Jugaba de delantero y actualmente se desempeña como vicepresidente de Liniers de Bahía Blanca.

## Trayectoria
Su carrera futbolística comienza en Liniers de Bahía Blanca, club en el cual fue formado como jugador. Las inferiores las realizó en el Club Deportivo y Social Juventud Unida de Algarrabo, pueblo en el cual vivió su niñez.
En el 2006, tiempo en que jugaba por Defensa y Justicia, el equipo se encontraba jugando la promoción para no descender y perder la categoría (B Nacional), perdiendo 2-3, en los descuentos el marcador no alcanzaba para conservar la categoría, una falta en la fuera del área de Morón es cobrada, se jugaban 95 minutos de juego, era la última jugada y Ezequiel se hace cargo de patear el tiro libre, consiguiendo un angulado tiro libre que deja sin opciones al arquero, se desata la algarabía en el estadio y el equipo se mantiene. Miralles celebra un gol histórico para el equipo y su carrera.

### Everton
Fue en el club de la Ciudad Jardín donde Miralles se transforma en un fenómeno. Llega a Everton de Viña del Mar para el torneo apertura 2008, tan solo como una promesa. En su debut marcó dos goles a Universidad de Chile en la segunda fecha del torneo, se afianza siendo una de las figuras del torneo y claro, todo esto lo ratificó cuando el club clasifica a play offs, en cuartos de final fue partícipe en la clasificación contra Audax Italiano dando vuelta una serie 3 a 0 en contra, marcando un tanto y siendo figura en el partido de vuelta. En semifinales le marca ahora 3 goles a la Universidad de Chile en el Estadio Nacional dejando la llave cerrada rápidamente para los Viñamarinos quienes se veían en una final tras largos años. El cuadro pasó a la final siendo la sorpresa en Chile, ahora venía Colo-Colo quienes venían por conseguir el pentacampeonato. Tras perder 2-0 en la ida, Everton gana la vuelta en Viña por 3-0 donde Miralles anota dos de los goles que hicieron que el club Oro y Cielo festejara un título tras 32 años. Todo esto hace que Miralles sea catalogado uno de los ídolos del Club. Después de todo lo bueno tuvo un irregular campeonato de Clausura donde anota 5 goles y turnó su titularidad ante la llegada de Mathias Vidangossy, John Jairo Castillo y el trasandino Sebastián Tagliabúe. En total este año marcó 18 goles por los de Viña.
Entra el año 2009 donde nuevamente se hace figura del torneo, marcando goles en la Copa Libertadores y en el campeonato local. El 24 de junio de 2009, cuando el club cumplía justo sus 100 años, marco en el último minuto el 1-0 de Everton ante la Universidad de Chile en la semifinal Ida, todo un gol épico y polémico por una supuesta posición adelantada que fue por coincidencia el último con la camiseta oro y cielo, ya que posteriormente el equipo perdería la vuelta por 3-1 en Santiago y quedaría fuera del campeonato, partido en que el delantero fue expulsado y luego golpeó a Emilio Hernández con un golpe de puño, recibiendo 4 fechas de suspensión que cumpliría por el cuadro de Colo-Colo.

### Colo-Colo
Tras los excelentes campeonatos con Everton en el medio local y una Copa Libertadores en la que fue figura del club y de su grupo (aunque quedaron terceros apenas a 1 punto del segundo) es vendido a Colo-Colo en usd 1.200.000 por el 100% del pase, convirtiéndose en la transacción más cara a nivel interno del fútbol chileno hasta ese momento. Aunque al principio los hinchas albos no estaban muy contentos debido a los constantes goles que Miralles les marcaba con la camiseta oro y cielo (5 en total), goles importante como sus dos goles en la final del 2008 lo que hubiese sido el pentacampeonato para el club y algo histórico a nivel continental y además de marcar el gol del empate 1-1 con que el cuadro albo no pudo acceder a los play offs del Apertura 2009 quedando eliminados muy tempranamente.  
Pese a eso, todos estos fantasmas pasaron tras su debut y los posteriores primeros dos goles que le marco a Rangers de Talca y ser parte del empate al último minuto a 2 tantos con O'Higgins con un estupendo tiro libre que dejó sin reacción al golero de los Rancagüinos, similar al que hizo por Defensa y Justicia. 
El 27 de septiembre de 2009 convierte su primera tripleta con la camiseta de Colo-Colo frente a Ñublense, a la posterioridad haría por el Cacique tres tripletes. Fue una de las figuras de su equipo logrando el título del Clausura en lo que fue un sufrido campeonato, por las críticas a los jugadores y a su técnico, de parte de la hinchada y de la prensa, Miralles fue el goleador de su equipo con 11 anotaciones, anotando goles importantes como el de la final de Ida ante Universidad Católica quitándole un balón a un confiado Mauricio Zenteno cuando la pelota abandonaba el terreno de juego y anotando el mismo.
El 2010 fue un año bastante raro para el delantero, hasta antes del Mundial en junio era la figura del torneo Chileno y uno de los goleadores, pero posteriormente, tras varias lesiones, no puede volver a agarrar ni el ritmo ni su fútbol, perdiendo opciones de irse al campeonato Brasilero y Mexicano.
El 1 de marzo de 2011, hace historia en Colo-colo al marcar el gol 300 del equipo en Copa Libertadores.

### Gremio
El 21 de mayo del 2011 se confirma el traspaso de Miralles a Gremio de Brasil por 2.3 Millones de dólares. Parte terminado el torneo de apertura Chileno.debutó el 29 de junio de 2011 ante el Avai por el Brasileño en el empate 2 a 2.marco su primer gol jugando como titular al Atlético Mineiro en el empate 1 a 1. El 10 de octubre de 2011 marcó un gol al Flamengo en la goleada 4 a 2. El 8 de abril marca su tercer gol, lo marcó al Caxias en la goleada 3 a 1. 
El 6 de junio marco su cuarto gol con la camiseta de Gremio por el Brasileño al Atlético Clube Goianiense en la victoria 1 a 0. El 17 de junio de 2012 jugó su último partido con la camiseta de Gremio contra el Goianiense.

### Santos
Tras una irregular temporada donde turnó goles, banca y titularidad, el 13 de julio de 2012 es presentado para jugar en Santos F.C., con el cual consiguió el 26 de septiembre de 2012 la Recopa Sudamericana frente a la Universidad de Chile. 
El 11 de agosto con sigue su segundo gol con la miseta del Santos F.C. contra el Goianiense.el 10 de octubre consigue su tercer gol ante el Botafogo el victoria 2 a 0.
El 14 de octubre consigue su primer doblete ante el Vasco da Gama por el Brasileño.el 17 de octubre consigue un gol en el partido número 200 con la camiseta del Santos F.C. para su compañero Neymar en el empate 2 a 2 ante el Atlético Mineiro.
A pesar de la reserva André, Miralles a partir de 2013 que amenaza la posición de su competidor: el debut de Paulista contra el San Bernardo, dejó su marca en la victoria por 3-1, y en la siguiente ronda, ante el Botafogo de Ribeirão, cuando se cierra la goleada por 3-0. El jugador, de esta manera, sin dejar a un lado la modestia, dijo que "poco a poco, la propiedad alcanzará" 0,5
En la siguiente ronda, la fecha 5 del clásico de São Paulo, Miralles finalmente elegido como titular y, junto con Neymar, fue el gran nombre del juego, anotando dos goles de la victoria por 3-1 ante el São Paulo.

### Atlante FC
A finales de julio de 2013 el futuro de Miralles parecía ser su retorno a Colo-Colo de Chile, pero al final el jugador se decidió por el Atlante FC de México, ya que llevaba un tiempo en contacto con el presidente del club mexicano, José Antonio García, y además su excompañero de equipo Esteban Paredes también le recomendó fichar por Atlante, ya que él vivió esa misma experiencia un año antes. 
El 26 de julio de 2013 el jugador llegó a la ciudad de Cancún y se puso a las órdenes del técnico Wilson Graniolatti para poder debutar en su nuevo equipo cuanto antes. En este club comparte camiseta con sus compatriotas Mauricio Martin Romero, Martin Galmarini y Walter Erviti.

### Club Olimpo
Después de un frustrado paso en México, el 12 de diciembre se convirtió en nuevo refuerzo del club Bahiense el atacante llega junto al delantero colombiano José Adolfo Valencia para el Torneo Final y un objetivo es mantener la categoría. En su primer partido oficial logra convertir un gol en la victoria de su equipo 2 a 0 sobre San Lorenzo.
Al igual que en México, su pase por Bahía Blanca rozó la frustración, denotando una clara inadaptación a la primera división del fútbol argentino.

### Everton
El 22 de julio de 2014 se confirmó que el jugador volvería a Viña del Mar para jugar con el cuadro 'Ruletero' luego de su último descenso en abril del mismo año. El argentino volvió a vestir la camiseta Oro y Cielo, club con el que ganó su primer título en 2008.
El día sábado 13 de septiembre marco su primer gol en la temporada 2014 con la camiseta oro y cielo frente a Magallanes, el resultado final de ese partido fue un empate a 2.
Sin embargo su segundo ciclo en el club estuvo muy lejos de parecerse a la primera etapa una rebelde lesión en el tendón en la planta del pie y problemas con el DT del comienzo, complicaron su estadía, la que no se prolongó pese al interés de la directiva poniendo fin a una amarga etapa que en los números dejó 19 partidos jugados y 6 goles convertidos.

### Liniers de Bahía Blanca
Vuelve a Liniers para disputar el Torneo Federal B, en el debut del conjunto Bahiense Logra convertir el gol del triunfo a los 22ST frente a Tiro Federal de Bahía Blanca, partido que ganó Liniers por 3 a 2.

## Clubes
| Club                         | Temporada           | Liga  | Liga  | Copas(1) | Copas(1) | Torneos internacionales(2) | Torneos internacionales(2) | Total(3) | Total(3) |
| Club                         | Temporada           | Part. | Goles | Part.    | Goles    | Part.                      | Goles                      | Part.    | Goles    |
| ---------------------------- | ------------------- | ----- | ----- | -------- | -------- | -------------------------- | -------------------------- | -------- | -------- |
| Liniers Argentina            | 2002/03             | 0     | 0     | —        | —        | —                          | —                          | 0        | 0        |
| Liniers Argentina            | Total               | 0     | 0     | 0        | 0        | 0                          | 0                          | 0        | 0        |
| Huracán TA Argentina         | 2003/04             | 24    | 3     | —        | —        | —                          | —                          | 24       | 3        |
| Huracán TA Argentina         | Total               | 24    | 3     | 0        | 0        | 0                          | 0                          | 24       | 3        |
| Ferro Argentina              | 2004/05             | 30    | 6     | —        | —        | —                          | —                          | 30       | 6        |
| Ferro Argentina              | Total               | 30    | 6     | 0        | 0        | 0                          | 0                          | 30       | 6        |
| Defensa y Justicia Argentina | 2005/06             | 25    | 6     | —        | —        | —                          | —                          | 25       | 6        |
| Defensa y Justicia Argentina | Total               | 25    | 6     | 0        | 0        | 0                          | 0                          | 25       | 6        |
| Racing Argentina             | 2006/07             | 6     | 0     | —        | —        | —                          | —                          | 6        | 0        |
| Racing Argentina             | Total               | 6     | 0     | 0        | 0        | 0                          | 0                          | 6        | 0        |
| Talleres Argentina           | 2007                | 11    | 3     | —        | —        | —                          | —                          | 11       | 3        |
| Talleres Argentina           | Total               | 11    | 3     | 0        | 0        | 0                          | 0                          | 11       | 3        |
| Everton · Chile              | 2008                | 35    | 18    | —        | —        | —                          | —                          | 35       | 18       |
| Everton · Chile              | 2009                | 17    | 8     | —        | —        | 6                          | 2                          | 23       | 10       |
| Colo-Colo · Chile            | 2009                | 16    | 11    | 4        | 1        | —                          | —                          | 20       | 12       |
| Colo-Colo · Chile            | 2010                | 22    | 14    | 2        | 1        | 6                          | 3                          | 30       | 18       |
| Colo-Colo · Chile            | 2011                | 13    | 7     | —        | —        | 6                          | 3                          | 19       | 10       |
| Colo-Colo · Chile            | Total               | 51    | 32    | 6        | 2        | 12                         | 6                          | 69       | 40       |
| Gremio · Brasil              | 2011                | 19    | 2     | —        | —        | —                          | —                          | 19       | 2        |
| Gremio · Brasil              | 2012                | 10    | 2     | 5        | 2        | —                          | —                          | 15       | 4        |
| Gremio · Brasil              | Total               | 29    | 4     | 5        | 2        | 0                          | 0                          | 34       | 6        |
| Santos FC · Brasil           | 2012                | 16    | 6     | —        | —        | 2                          | 0                          | 18       | 6        |
| Santos FC · Brasil           | 2013                | 13    | 5     | 2        | 0        | —                          | —                          | 15       | 5        |
| Santos FC · Brasil           | Total               | 29    | 11    | 2        | 0        | 2                          | 0                          | 33       | 11       |
| Atlante FC · México          | 2013                | 10    | 1     | 0        | 0        | —                          | —                          | 10       | 1        |
| Atlante FC · México          | Total               | 10    | 1     | 0        | 0        | 0                          | 0                          | 10       | 1        |
| Club Olimpo Argentina        | 2014                | 12    | 2     | —        | —        | —                          | —                          | 12       | 2        |
| Club Olimpo Argentina        | Total               | 12    | 2     | 0        | 0        | 0                          | 0                          | 12       | 2        |
| Everton · Chile              | 2014                | 19    | 6     | —        | —        | —                          | —                          | 19       | 6        |
| Everton · Chile              | Total               | 71    | 32    | 0        | 0        | 6                          | 2                          | 77       | 34       |
| Huracán Argentina            | 2015                | 8     | 0     | —        | —        | 3                          | 0                          | 11       | 0        |
| Huracán Argentina            | 2016                | 10    | 0     | 1        | 0        | 8                          | 1                          | 19       | 1        |
| Huracán Argentina            | Total               | 18    | 0     | 1        | 0        | 11                         | 1                          | 30       | 1        |
| Total en su carrera          | Total en su carrera | 316   | 100   | 14       | 4        | 31                         | 9                          | 361      | 113      |

## Palmarés

### Campeonatos nacionales
| Título           | Equipo    | País  | Año    |
| ---------------- | --------- | ----- | ------ |
| Primera División | Everton   | Chile | 2008-A |
| Primera División | Colo-Colo | Chile | 2009-C |

### Campeonatos internacionales
| Título              | Equipo    | País   | Año  |
| ------------------- | --------- | ------ | ---- |
| Recopa Sudamericana | Santos FC | Brasil | 2012 |